# Madonna del Coniglio
La Madonna del Coniglio è un dipinto a olio su tela (71x85 cm) di Tiziano, databile al 1530 circa e conservato nel Museo del Louvre a Parigi. È firmato "Ticianus f."

## Storia
Nel 1529 si ricordano tre tele ordinate da Federico Gonzaga a Tiziano. L'unica che sopravvive con una certa sicurezza è la Madonna del Coniglio, che deve il nome al coniglietto bianco che Maria accarezza, simbolo di fecondità, ma anche di purezza della Vergine (per il colore bianco) del mistero dell'Incarnazione. Il piccolo formato dimostra come la tela fosse destinata alla devozione privata.
Nel dipinto sono stati letti echi legati alla situazione personale del pittore in quegli anni. Il 6 agosto 1530 gli era infatti morta la moglie Cecilia durante il parto della terzogenita Lavinia. Il lutto e lo stato malinconico, che durò almeno fino a ottobre, come testimoniano le lettere che l'ambasciatore Benedetto Agnello inviava a Mantova, si rifletterebbero nel tono delle opere di quel periodo. Il Bambino in quest'opera è infatti nelle mani di un'altra donna, come la piccola Lavinia affidata alla sorella Orsa.
Come noto, le collezioni Gonzaga furono acquistate nel 1627 da Carlo I d'Inghilterra e alla morte del re le opere d'arte vennero messe all'asta da Cromwell. La Madonna del Coniglio, in particolare, fu acquistata dal duca di Richelieu e da Luigi XIV, nel 1665.

## Descrizione e stile
Una donna abbigliata da dama di compagnia, santa Caterina d'Alessandria (come dimostra la ruota dentata spezzata ai suoi piedi), sta porgendo il Bambino a Maria seduta in un prato, vicino a un cestino con frutta. Sullo sfondo osserva un pastore, un motivo di origine giorgionesca che contiene forse il ritratto di Federico Gonzaga, come farebbe pensare anche la prima stesura dell'opera, visibile con radiografie, in cui Maria volgeva lo sguardo verso di lui. Altri invece hanno pensato a un autoritratto del pittore, che si dipinse triste e in disparte, per via delle recenti vicende familiari. Le mele e l'uva nel cesto richiamano simbolicamente il peccato originale e il vino eucaristico, quindi la redenzione dei peccati.
In primo piano, i fiori selvatici rievocano il locus amoenus dell'idillio della poesia classica, così come il paesaggio arcadico, che si riscontra anche in opere come il Concerto campestre o la serie dei Baccanali di Ferrara.
Notevole è il fascino dei colori scelti e la sensibilità verso il paesaggio, con le striature arancio e azzurro che velano il cielo crepuscolare, tipiche della fase del pittore della prima maturità.